# Content Scrambling System
Content Scramble System, (CSS), ett krypteringssystem som används för information lagrad på bland annat dvd-skivor, speciellt framtaget för att skydda filmer från att kopieras av vanliga konsumenter. CSS förhindrar även uppspelning av filmer, tillsammans med regionskodningen även på godkända spelare.
Filmer på DVD-skivor som skyddas av CSS är krypterade. För att kunna visa krypterade filmer måste de först avkrypteras. För detta behövs antingen en kryptonyckel eller ett program som forcerar kryptot. Kryptonycklar kan licensieras från DVD Copy Control Association. De följer även med de flesta DVD-spelare, men på grund av regionskodningen kan många spelare ändå inte spela de flesta skivor.
Licensvillkoren för kryptonycklarna utesluter program med öppen källkod. Dessa måste därför antingen använda en nyckel distribuerad med ett annat program eller forcera kryptot. Ett program som forcerar kryptot är DeCSS.
För att kopiera skivor behöver dessa inte avkrypteras. Skivan kan kopieras som den är, förutsatt att utrustningen inte är byggd att känna igen krypteringen och vägra arbeta och att de blanka skivorna kan skrivas till alla delar. Systemet förhindrar alltså inte industriell kopiering, men var avsedd att förhindra kopiering med normal konsumentutrustning: om skivans början ("lead in") inte kan skrivas kan skivan som sådan inte kopieras, utan då måste filmerna avkrypteras.
Tillgång till avkrypterade filmer möjliggör förutom uppspelning även spridning av filmer via till exempel Internet.